# 海东行署区
海东行署区，抗日战争中行政区划，苏中抗日根据地设。
1941年（民国三十年）由江苏省海门、启东两县合置（县级），县域包括海门县（今江苏省南通市海门区）、启东县（今江苏省启东市）。同年改名海启行署区。 